# Sadowe (rejon połohowski)
Sadowe (ukr. Садове) – wieś na Ukrainie, w obwodzie zaporoskim, w rejonie połohowskim, w hromadzie Tokmak. W 2001 liczyła 405 mieszkańców.